# Brănișca
Brănișca è un comune della Romania di 1 754 abitanti, ubicato nel distretto di Hunedoara, nella regione storica della Transilvania.
Il comune è formato dall'unione di 9 villaggi: Bărăștii, Brănișca, Boz, Căbești, Furcșoara, Gialacuta, Rovina, Târnava, Târnăvița.
Nel comune si trova il Castello Jósika, costruito nel 1590 sulla base di antiche fortificazioni risalenti al IV secolo.